# Надія (Запорізький район)
Наді́я —  село в Україні, у Широківській сільській громаді Запорізького району Запорізької області. Населення становить 241 осіб. До 2016 орган місцевого самоврядування - Веселівська сільська рада.

## Географія
Село Надія знаходиться на одному з витоків річки Томаківка, нижче за течією на відстані 1 км розташоване село Петропіль. Поруч проходить автомобільна дорога Н08.

## Історія
12 червня 2020 року, відповідно до Розпорядження Кабінету Міністрів України від № 713-р «Про визначення адміністративних центрів та затвердження територій територіальних громад Запорізької області», увійшло до складу Широківської сільської громади.
19 липня 2020 року, в результаті адміністративно-територіальної реформи та ліквідації колишнього Запорізького району(1965-2020), село увійшло до складу новоутвореного Запорізького району.

## Населення

### Мова
Розподіл населення за рідною мовою за даними перепису 2001 року:
| Мова       | Кількість | Відсоток |
| ---------- | --------- | -------- |
| українська | 219       | 90.87%   |
| російська  | 20        | 8.30%    |
| румунська  | 2         | 0.83%    |
| Усього     | 241       | 100%     |